# Jaroslav Studnička (podnikatel)

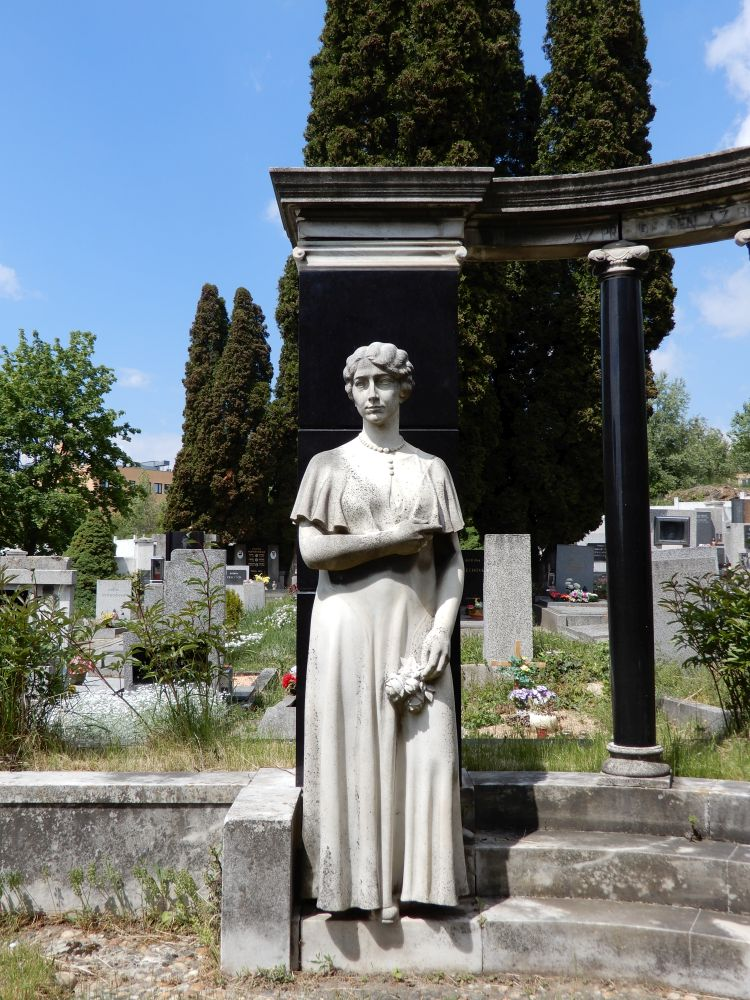
Socha Jenky Studničkové na hrobce Studničkových̞ z roku 1934, hřbitov Praha-Řepy

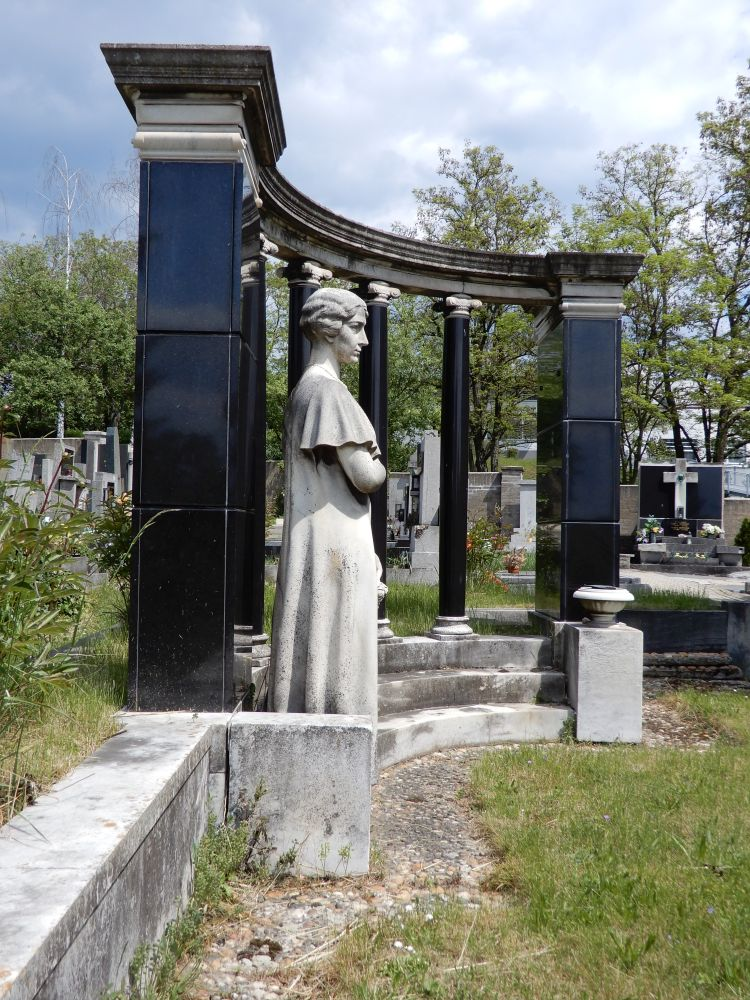
Hrobka Studničkových̞, hřbitov Praha-Řepy

Jaroslav Studnička (13. října 1895 Praha – 18. listopadu 1965 Praha) byl český zámečník a podnikatel, spolumajitel továrny JASO na patentní zámky s vložkou a visací zámky firmy Studnička & Obrdlík v Řepích.

## Život a firma
Narodil se jako druhý syn ze čtyř dětí kočího Karla Studničky z Mníšku pod Brdy a jeho manželky Barbory, rozené Lavičkové. Vyučil se strojním zámečníkem, stejně jako jeho starší bratr Karel (* 1894). Stal se spolumajitelem továrny na visací zámky JASO Studnička & Obrdlík v Řepích. Předchůdcem a hlavním konkurentem firmy byl podnik BRANO, později spojený s americkou firmou YALE, který nabízel podobný sortiment, především visací zámky.
Úspěch jejich podnikání spočíval ve výrobě vlastního patentního zámku s cylindrickou vložkou značky JAS0, který zůstal nejrozšířenější v Československu i po znárodnění firmy po roce 1948. Logo firmy bylo pak zkráceno na JAS, na hlavici klíčů byl ponechán reliéf hlavy hlídacího psa, kterým se české patentní klíče vyznačovaly až do roku 1989, kdy na československý trh pronikly také jiné zahraniční značky.

## Rodina a hrobka
Rodinná hrobka na hřbitově v Praze-Řepích je z černého a bílého mramoru, se sloupovým portikem a sochou paní Jenky Studničkové v životní velikosti, byla vystavěna po její předčasné smrti roku 1934 a dosud patří k dominantám Řepského hřbitova.